# Pomena
Pomena (tal. Petraia ili Poména) je malo naselje na otoku Mljetu. Nalazi se u maloj uvali, na sjeverozapadnoj strani otoka.

## Povijest
Na području današnje Pomene nađeni su ostaci nekadašnje rimske vile, što pokazuje da je ta mala uvala, zaštićena četirima otočićima, bila naseljavana još i u antičko vrijeme. Vjerojatno je služila kao usputna lučica brodovima, koji su išli u smjeru Korčule jer je i danas Korčuli to najbliža Mljetska luka. Usprkos antičkoj naseobini, za razliku od susjednog naselja Polače, temelje današnjem naselju nisu dali Rimljani, već ribari iz Goveđara, koji su u Pomeni napravili malene magazine u koje su pohranjivali svoj ribarski alat i mreže. Prvi stalni stanovnici dolaze iz Goveđara, osnivaju ribarsku zadrugu u mjestu, ali je svoj najveći razvoj Pomena doživjela izgradnjom hotela. Zbog hotela, u mjestu se grade nove kuće te Pomena danas, zbog blizine Velikog i Malog jezera, turistički najjače mljetsko naselje.

## Stanovništvo
Prema popisu stanovnika iz 2001. godine, Pomena danas ima 37 stanovnika.
| broj stanovnika |       |       | 8     |       |       |       |       |       | 8     | 8     | 13    | 25    | 46    | 50    | 37    | 52    | 62    |
|                 | 1857. | 1869. | 1880. | 1890. | 1900. | 1910. | 1921. | 1931. | 1948. | 1953. | 1961. | 1971. | 1981. | 1991. | 2001. | 2011. | 2021. |

## Gospodarstvo
Naselje nastaje kao ribarska luka te je svoje gospodarstvo u početku baziralo na ribolovu, ali i na poljoprivredi jer se u neposrednoj blizina mjesta nalazi nekoliko vrlo plodnih polja. Izgradnjom hotela, Pomena se turistički vrlo razvija te danas svoje gospodarstvo temelji upravo na turizmu. Do sredine devedesetih godina 20. stoljeća, u Pomeni je djelovao i autokamp Sikjerica, koji je bio vrlo uspješno poslovao, ali je zatvoren zbog potencijalne opasnosti od šumskih požara jer se nalazio u nacionalnom parku. Iako je turistička luka, Pomena nije brodskom linijom ni na koji način povezana s Dubrovnikom, ali u ljetnim mjesecima u naselje pristalju hidrokrilci iz smjera Dubrovnika, Korčule i Splita.